# Данилково (Кадуйский район)
Данилково — деревня в Кадуйском районе Вологодской области.
Входит в состав Никольского сельского поселения (с 1 января 2006 года по 8 апреля 2009 года входила в Великосельское сельское поселение), с точки зрения административно-территориального деления — в Великосельский сельсовет.
Расположена на правом берегу реки Кумсара. Расстояние до районного центра Кадуя по автодороге — 61 км, до центра муниципального образования села Никольское по прямой — 31 км. Ближайшие населённые пункты — Жиделево, Красная Заря, Кумсара.
По переписи 2002 года население — 10 человек.